# فرودگاه چلیپا
فرودگاه چلیپا  (به انگلیسی: Southern Cross Airport) یک فرودگاه همگانی بهره‌برداری هوایی است که یک باند فرود چمن دارد و طول باند آن ۷۳۲ متر است. این فرودگاه در کشور ایالات متحده آمریکا قرار دارد و در ارتفاع ۴۴ متری از سطح دریا واقع شده است.